# Гезгаловский поселковый Совет
Гезгаловский поселковый Совет — упразднённая административная единица на территории Дятловского района Гродненской области Белоруссии.

## Состав
Гезгаловский поссовет включал один населённый пункт:
- Гезгалы — агрогородок.